# Кихано, Анибал
Ани́бал Киха́но Обрего́н (исп. Aníbal Quijano Obregón; 1928, Янама, Перу — 31 мая 2018) — перуанский социолог и политолог, один из теоретиков миросистемного анализа и зависимого развития. Преподавал в США (Колумбийский университет и Калифорнийский университет в Лос-Анджелесе), а также в Национальном автономном университете Мексики.

## Биография
Учился в Университете Сан-Маркоса и Университете Чили. Научную степень получил в Университете Сан-Маркоса в 1964 году и до 1995 года преподавал в этом же университете. Затем преподавал различные курсы во многих университетах мира: Университете Сан-Паулу, Университете Пуэрто-Рико, Свободном университете Берлина, Национальном автономном университете Мексики, Университете Джорджа Вашингтона и др.
Большое влияние на взгляды Анибала Кихано оказал учёный-марксист Хосе Карлос Мариатеги. Он занимался разработкой проблематики, связанной с теорией зависимого развития и империализма, и предложил оригинальную модель изучения латиноамериканской культуры и идентичности. Также писал о крестьянских движениях и процессах урбанизации.

## Работы
- Nationalism & capitalism in Peru: a study in neo-imperialism. Monthly Review Press, New York. 1971
- Imperialismo y «marginalidad» en America Latina. Mosca Azul Editores, Lima. 1977
- Dependencia urbanizacion y cambio social en Latinoamerica. Mosca Azul Editores, Lima. 1977
- Imperialismo, clases sociales y estado en el Peru: 1890—1930. Mosca Azul Editores, Lima. 1978
- Problema agrario y movimientos campesinos. Mosca Azul Editores, Lima. 1979
- Dominacion y cultura. Lo cholo y el conflicto cultural en el Peru. Mosca Azul Editores, Lima. 1980
- Modernidad, identidad y utopia en America Latina. Editorial El Conejo, Quito. 1990